# Djadochtatheriidae
Djadochtatheriidae — родина викопних ссавців ряду Багатогорбкозубі (Multituberculata). Це були дрібні, травоїдні, гризуноподібні ссавці. Представники роду Kryptobaatar були всеїдними та живились, крім рослинної їжі, ще й дрібними плазунами. Вони жили в епоху динозаврів, у кінці крейди на території Центральної Азії.

## Класифікація
- Родина Djadochtatheriidae Kielan-Jaworowska $ Hurum, 1997
  - Рід †DjadochtatheriumSimpson, 1925
    - †D. matthewi Simpson, 1925 [Catopsalis matthewi Simpson, 1925]

  - Рід †Catopsbaatar Kielan-Jaworowska, 1974
    - †C. catopsaloides (Kielan-Jaworowska, 1974) Kielan-Jaworowska, 1994 [Djadochtatherium catopsaloides Kielan-Jaworowska, 1974 ; Catopsalis catopsaloides (Kielan-Jaworowska, 1974) Kielan-Jaworowska & Sloan, 1979]

  - Рід †Tombaatar Kielan-Jaworowska, 1974
    - †T. sabuli Rougier, Novacek & Dashzeveg, 1997

  - Рід †Kryptobaatar Kielan-Jaworowska, 1970 [Gobibaatar Kielan-Jaworowska, 1970 , Tugrigbaatar Kielan-Jaworowska & Dashzeveg, 1978]
    - †K. saichanensis Kielan-Jaworowska & Dashzeveg, 1978 [Tugrigbaatar saichaenensis Kielan-Jaworowska & Dashzeveg, 1978??]
    - †K. dashzevegi Kielan-Jaworowska, 1970
    - †K. mandahuensis  Smith, Guo & Sun, 2001
    - †K. gobiensis Kielan-Jaworowska, 1970 [Gobibaatar parvus Kielan-Jaworowska, 1970 ]